# Grupo Operacional das Tropas Russas na Transnístria
O Grupo Operacional das Tropas Russas na Transnístria ou  Grupo Operacional das Tropas Russas na República Moldava Peridniestriana (em russo: Оперативная группа российских войск в Приднестровье - ОГРВ ПРРМ, translit.: Operativnaya gruppa rossiyskikh voysk v Pridnestrov'ye - OGRV PRRM) é uma força-tarefa das Forças Armadas da Federação Russa estacionada no território da República Moldava Peridniestriana (de jure parte do território da República da Moldávia), existente desde 1995.
A sede da OGRV PRRM está localizada na cidade de Tiraspol. O grupo é o sucessor do 14º Exército de Armas Combinadas de Guardas das Forças Armadas da URSS e das Forças Armadas da Federação Russa.

## História
Em abril de 1995, o Estado-Maior das Forças Armadas da Federação Russa emitiu uma diretiva (Diretiva do Ministro da Defesa da Federação Russa de 18 de abril de 1995, nº 314/2/0296), que mudou o nome do 14º Exército para Grupo Operacional das Forças Russa na Transnístria, a Administração do 14º Exército de Guardas foi dissolvida e a posição de Comandante do Exército foi extinta.

## Principais Tarefas
1. Treinamento de militares para participar e executar uma operação de manutenção da paz.
2. Garantir a segurança de armas, munições e material.
3. Ações sobre a decisão do Estado-Maior das Forças Armadas da Federação Russa no caso de uma mudança na situação da região.[1]

## Estrutura (2015)
- Sede do Grupo.
- 82º Batalhão de Fuzileiros Motorizados de Guardas Separados.
  - QG do Batalhão;
  - 4 Companhias de Fuzis Motorizados;
  - Pelotão do Quartel-general;
  - Pelotão de Granadeiros;
  - Pelotão de Apoio Técnico;
  - Pelotão de Apoio Material;
  - Pelotão Médico;
- 113º Batalhão de Fuzileiros Motorizados de Guardas Separados.
  - QG do Batalhão;
  - 4 Compnhia de Fuzis Motorizados;
  - Pelotão do Quartel-General;
  - Pelotão de Granadeiros;
  - Pelotão de Apoio Técnico;
  - Pelotão de Apoio Material;
  - Pelotão Médico;
- 540º Batalhão de Comando Separado.
  - QG do Batalhão;
  - Companhia de Guarda;
    - Sede da Companhia;
    - 4 Pelotões de Guarda;
    - Departamento de Contra-Espionagem do FSB;

  - Centro de Comunicação.
  - Estação de Correio de Campo.
  - Pelotão de Engenharia.
  - Departamento de Armazenamento.
  - Companhia de Manutenção (Equipada com MTO-AT-M1).[4]
  - Companhia de Material de Apoio.
  - Depósito de Combustível.
  - Banda Militar.
  - Campo de Tiro.

## Comandantes
- Evneviche Valeri Gennadieviche (Novembro de 1995 - 16 de janeiro de 2002) - Tenente-General;
- Sergeev Boris Nikolaeviche (16 de janeiro de 2002 - 11 de setembro de 2009) - Major-General;
- Sitchikin Viacheslav Yurieviche (11 de setembro de 2009-2010) - Coronel;
- Nirkov Sergei Semenoviche  (2010-2011) - Coronel;
- Plokhotniuk Valeri Vladimiroviche (1 de dezembro de 2011 - 15 de março de 2013) - Coronel;
- Goriachev Sergei Vladimiroviche (15 de março de 2013 - 25 de dezembro de 2014) - Coronel;
- Zelenkov Dmitri Yurieviche (25 de dezembro de 2014 - presente) - Coronel.

## Galeria

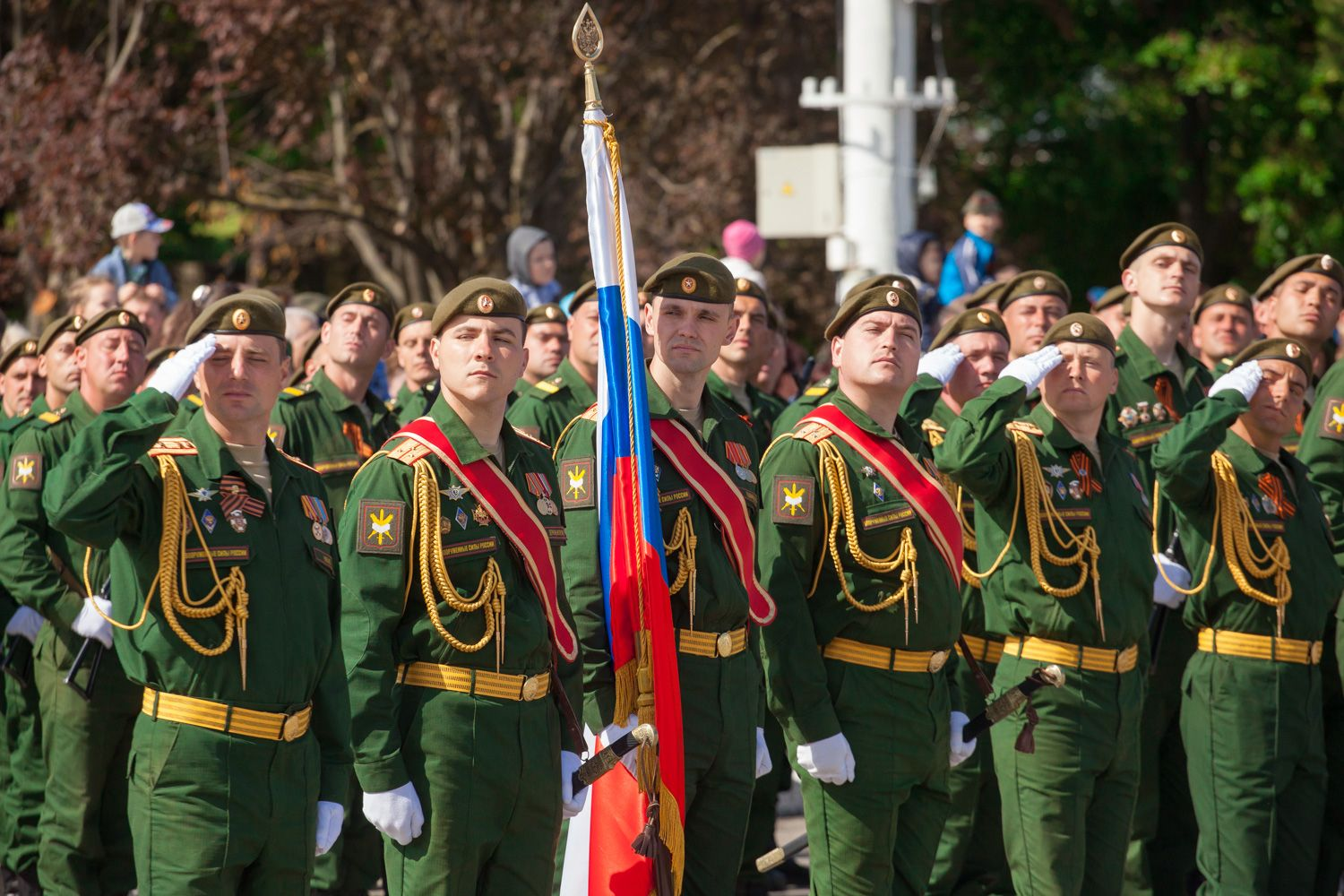
Uma unidade do grupo desfilando na Praça Suvorov, Tiraspol, em 2017.
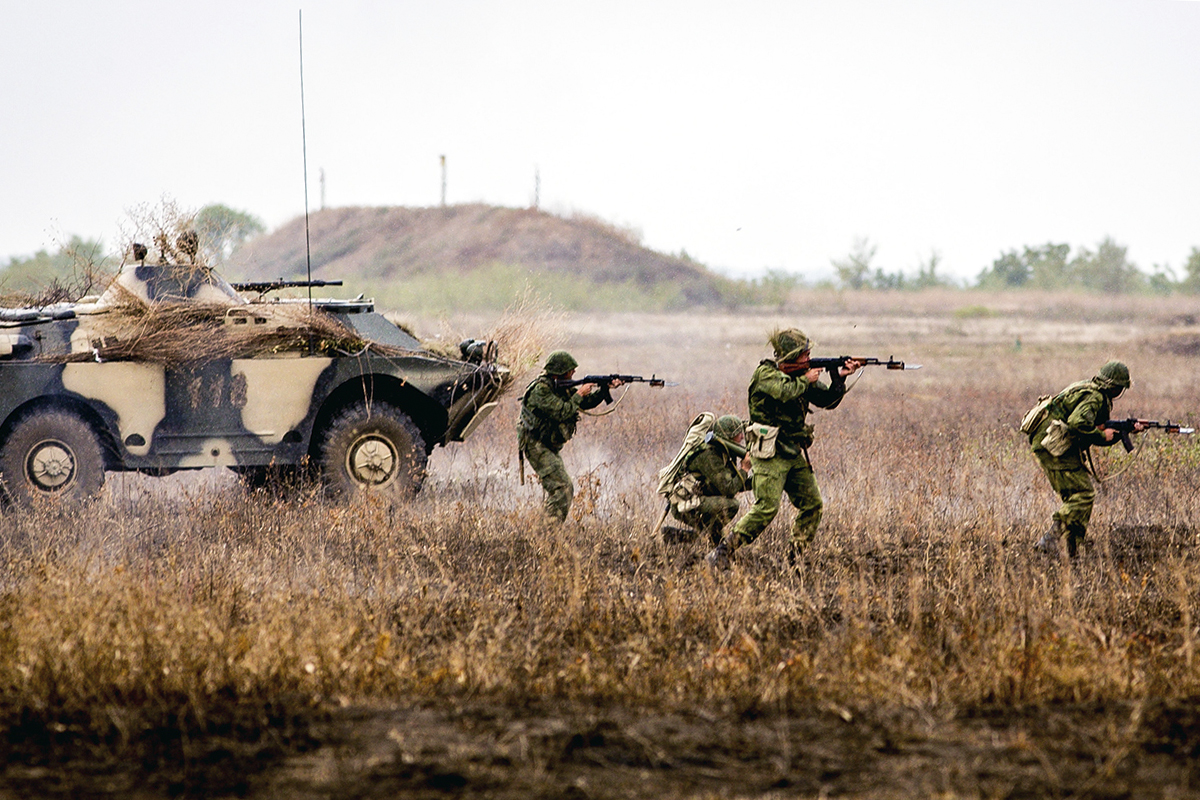
Um pelotão do Grupo Operacional durante o treinamento.
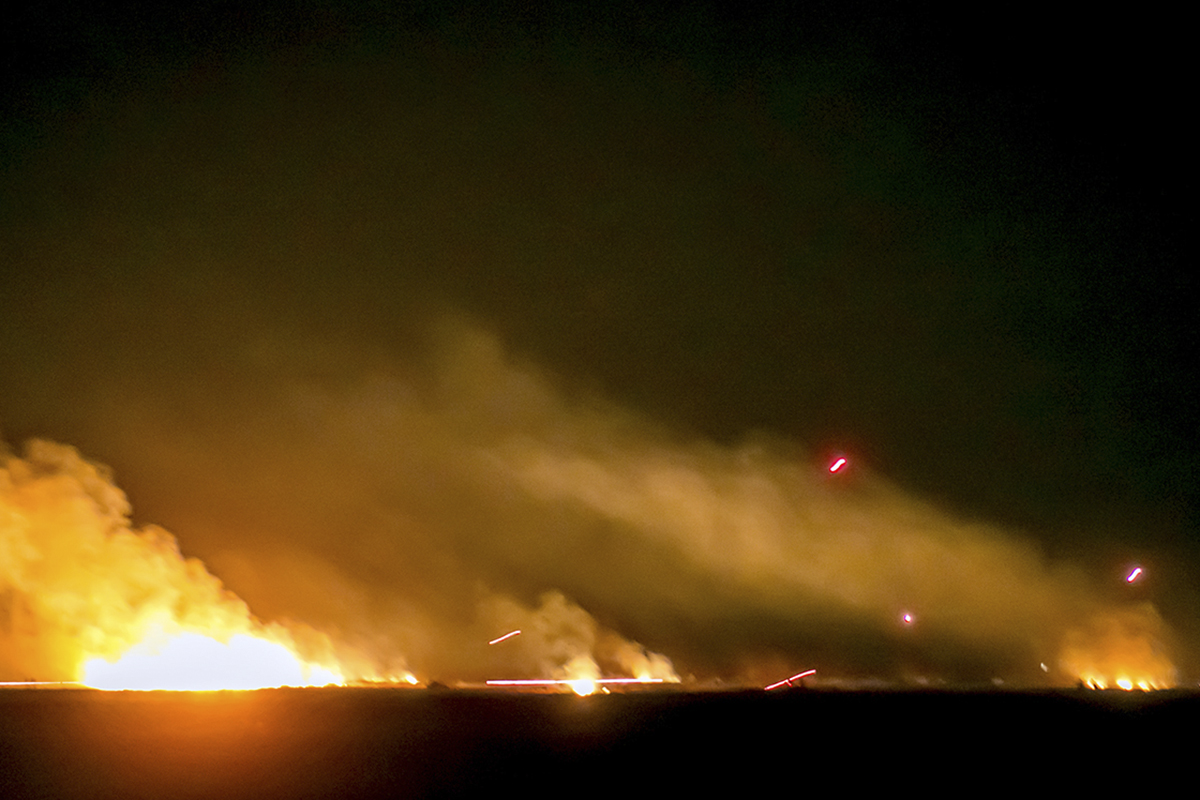
Um batalhão de rifle motorizado conduzindo um exercício de tiro.
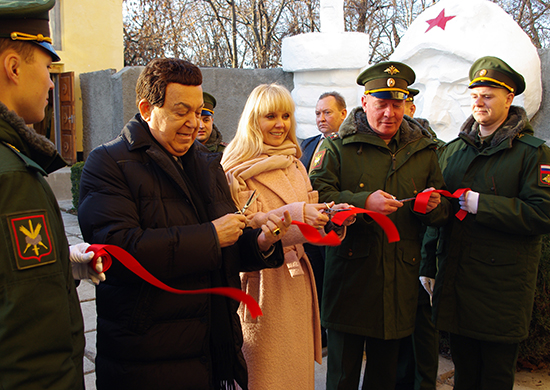
Iosif Kobzon e o Coronel Dmitri Zelenkov em novembro de 2016.